# Moheda församling
Moheda församling är en församling i Moheda pastorat i Allbo-Sunnerbo kontrakt, Växjö stift och ligger i Alvesta kommun.
Församlingens kyrka heter Moheda kyrka och den uppfördes omkring år 1200.

## Administrativ historik
Församlingen har medeltida ursprung.
Församlingen var till 1962 moderförsamling i pastoratet Moheda, Ör och Aneboda, för att därefter vara moderförsamling i pastoratet Moheda, Ör, Slätthög, Mistelås och Ormesberga. Från 1986 är Moheda församling moderförsamling i pastoratet Moheda, Slätthög och Mistelås.
Folkmängd 1805 enligt Socken Statistik öfver Swerige (1834): 1 258 personer.
Folkmängd 1830 enligt Socken Statistik öfver Swerige (1834): 1 466 personer.
Folkmängd 1839 enligt Anteckningar och statistiska upplysningar öfver Sverige (1839): 1 560 personer.
Folkmängd 1843 enligt Ny Smålands Beskrifning: 1 575 personer.
Folkmängd 1911 enligt Nordisk familjebok (1913). 2 400 personer.
Folkmängd enligt Bonniers konversationslexikon (1935). 2 370 personer. 
Folkmängd 1950 enligt Svensk uppslagsbok (1951): 2 430 personer.
Folkmängd 1993 enligt Nationalencyklopedin (1994). 3 245 personer.
Folkmängd 2000-12-31 enligt SCB (2001): 2 967 personer.
Folkmängd 2005-12-31 enligt SCB (2006): 2 897 personer.
Folkmängd 2010-12-31 enligt SCB (2011): 2 831 personer.
Folkmängd 2015-12-31 enligt SCB (2016): 2 865 personer.
Kyrkotillhöriga 2000-12-31 enligt Svenska kyrkan: 2 747 personer.
Kyrkotillhöriga 2005-12-31 enligt Svenska kyrkan: 2 594 personer.
Kyrkotillhöriga 2010-12-31 enligt Svenska kyrkan: 2 422 personer.
Kyrkotillhöriga 2015-12-31 enligt Svenska kyrkan: 2 272 personer.

## Klockare, organister och kantorer
| Verksam   | Namn               | Levnadstid | Övrigt                |
| --------- | ------------------ | ---------- | --------------------- |
| 1746-1752 | Lars Andersson     |            | Organist och klockare |
| 1756-1760 | Lars Berg          | 1724-      | Organist och klockare |
|           | Gumme Molin        | 1737-      | Organist och klockare |
| 1810-1812 | Johan Moallor      | 1764-1812  | Organist och klockare |
| 1816-1843 | Peter Nylander     | 1787-1870  | Organist och klockare |
| 1939-     | Åke Olsson         | 1906-1994  | Kantor                |
| 1975-2003 | Dagny Karlsson     | 1939-      | Kantor                |
| 2004-2018 | Christina Fritzson | 1952-      | Kantor                |
| 2019-     | Linda Färdigh      | 1979-      | Organist              |
| 2019-     | Annika Fritzson    | 1978-      | Kantor                |